# As Tears Go By
As Tears Go By är en låt från 1964, skriven av Rolling Stones-medlemmarna Mick Jagger och Keith Richards samt deras dåvarande manager Andrew Loog Oldham.
Enligt Keith Richards gick det till så att Oldham stängde in honom och Mick Jagger i ett kök och sa: ”Kom ut med en låt.”  
Detta blev den första låt Jagger och Richards skrev ihop. Ursprungligen hette den ”As Time Goes By”, men eftersom det redan fanns en känd sång av Herman Hupfeld med den titeln As Time Goes By ändrade Oldham texten. 
Sången blev skivdebut för då 17-åriga Marianne Faithfull som blev den första att sjunga in den. Det blev en framgång då låten nådde sjätteplatsen på de brittiska topplistorna. I USA nådde den 22:a plats på Billboardlistan.
Året efter spelades den in av The Rolling Stones och gavs ut i USA på LP:n December's Children (And Everybody's). Efter att senare ha getts ut på singel gick den upp till 6:e plats på Billboardlistan i USA. I England gavs den ut 1966 som B-sida till singeln 19th Nervous Breakdown.

## Fotnoter
1. ↑  Keith Richards, Livet, Norstedts, 2010.
2. ↑  Marianne Faithfull, Faithfull. An Autobiography[död länk], Cooper Square Press, 2000.